# Арбюс
Арбю́с (фр. Arbus) — коммуна во Франции, находится в регионе Аквитания. Департамент — Атлантические Пиренеи. Входит в состав кантона Лескар, Гав и Тер-дю-Пон-Лон. Округ коммуны — По.
Код INSEE коммуны — 64037.

## География

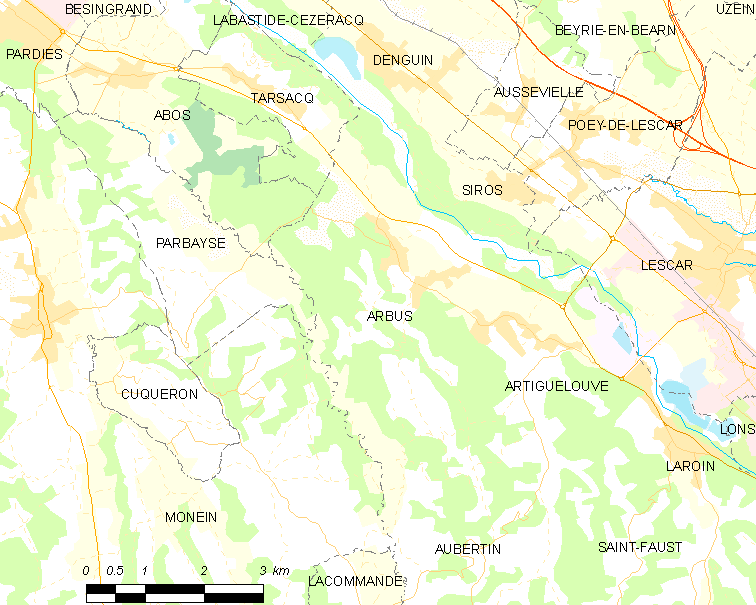
Карта коммуны

Коммуна расположена приблизительно в 660 км к югу от Парижа, в 170 км южнее Бордо, в 12 км к западу от По.
По территории коммуны протекают реки Баиз и Гав-де-По.

### Климат
Климат тёплый океанический. Зима мягкая, средняя температура января — от +5°С до +13°С, температуры ниже −10 °C бывают редко. Снег выпадает около 15 дней в году с ноября по апрель. Максимальная температура летом порядка 20-30 °C, выше 35 °C бывает очень редко. Количество осадков высокое, порядка 1100 мм в год. Характерна безветренная погода, сильные ветры очень редки.

## Население
Население коммуны на 2010 год составляло 1099 человек.
| 1962 | 1968 | 1975 | 1982 | 1990 | 1999 | 2010 |
| ---- | ---- | ---- | ---- | ---- | ---- | ---- |
| 469  | 470  | 537  | 663  | 965  | 1030 | 1099 |

## Администрация
| Период | Период | Фамилия      | Партия | Примечания |
| ------ | ------ | ------------ | ------ | ---------- |
| 1995   | 2020   | Дидье Ларрьё |        |            |

## Экономика
В 2010 году среди 742 человек трудоспособного возраста (15-64 лет) 555 были экономически активными, 187 — неактивными (показатель активности — 74,8 %, в 1999 году было 71,0 %). Из 555 активных жителей работали 528 человек (275 мужчин и 253 женщины), безработных было 27 (13 мужчин и 14 женщин). Среди 187 неактивных 67 человек были учениками или студентами, 75 — пенсионерами, 45 были неактивными по другим причинам.

## Достопримечательности
- Церковь Св. Мамерта (1868 год)[4]

## Фотогалерея

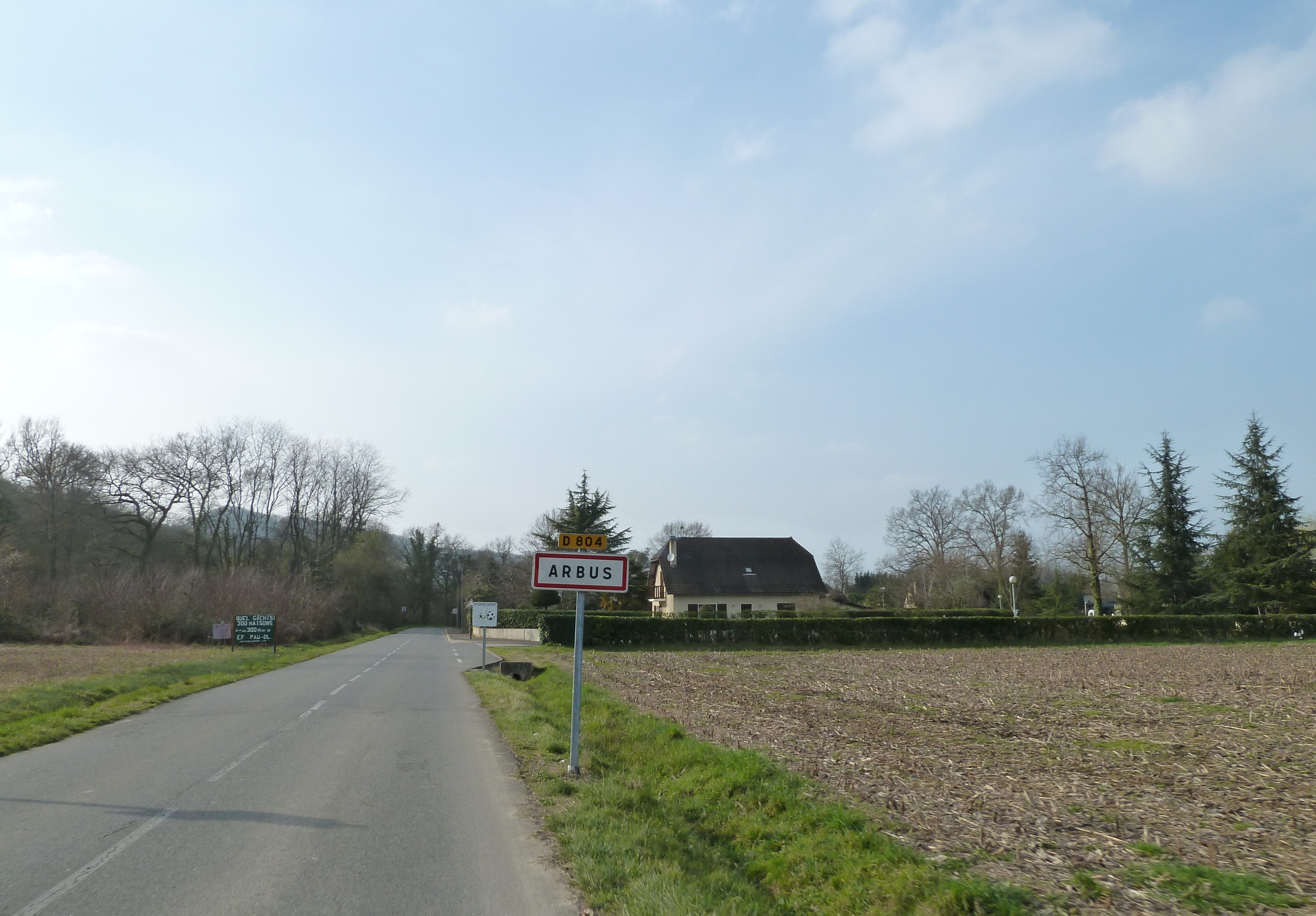
Въезд в Арбюс
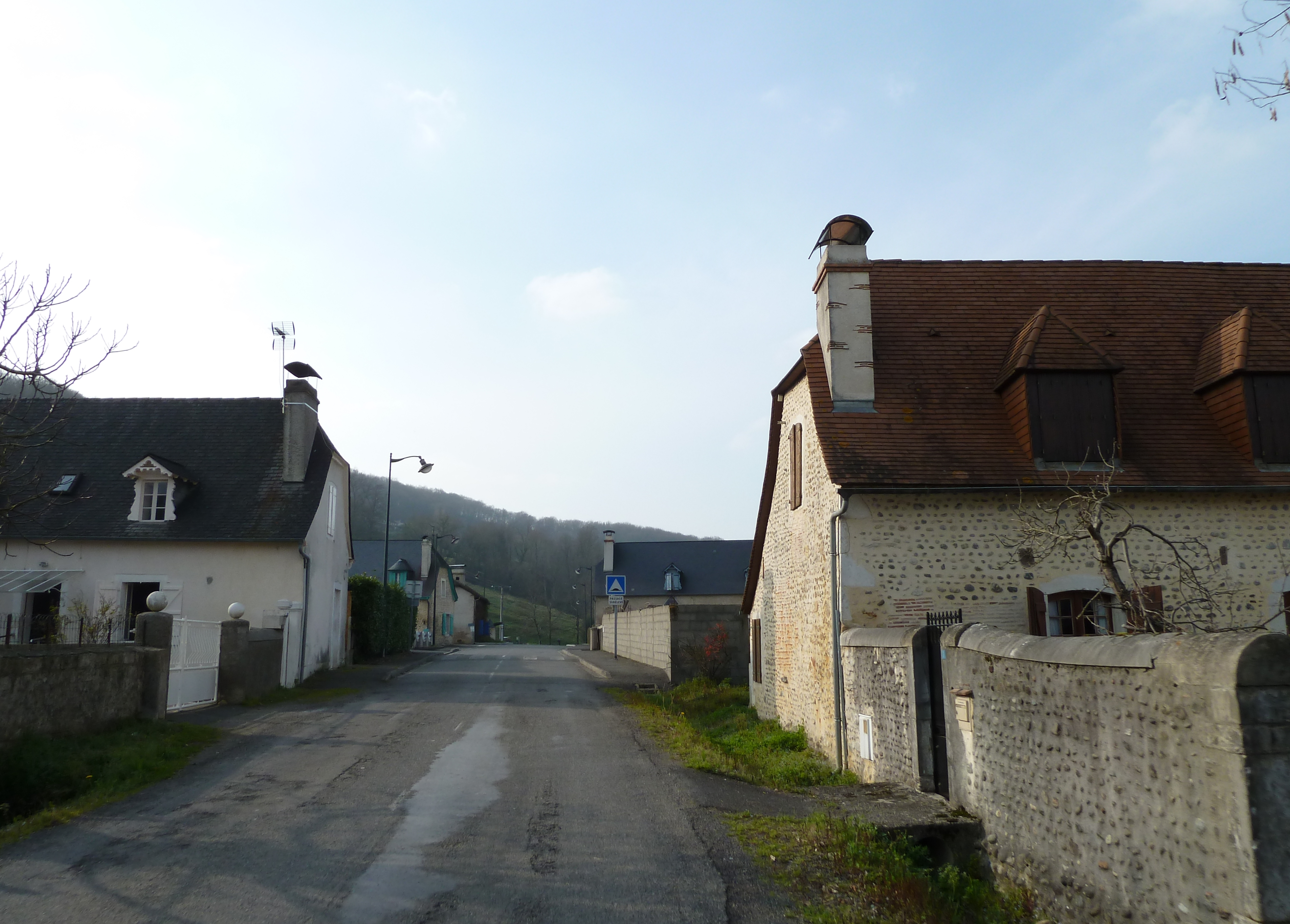
Улица Арбюса
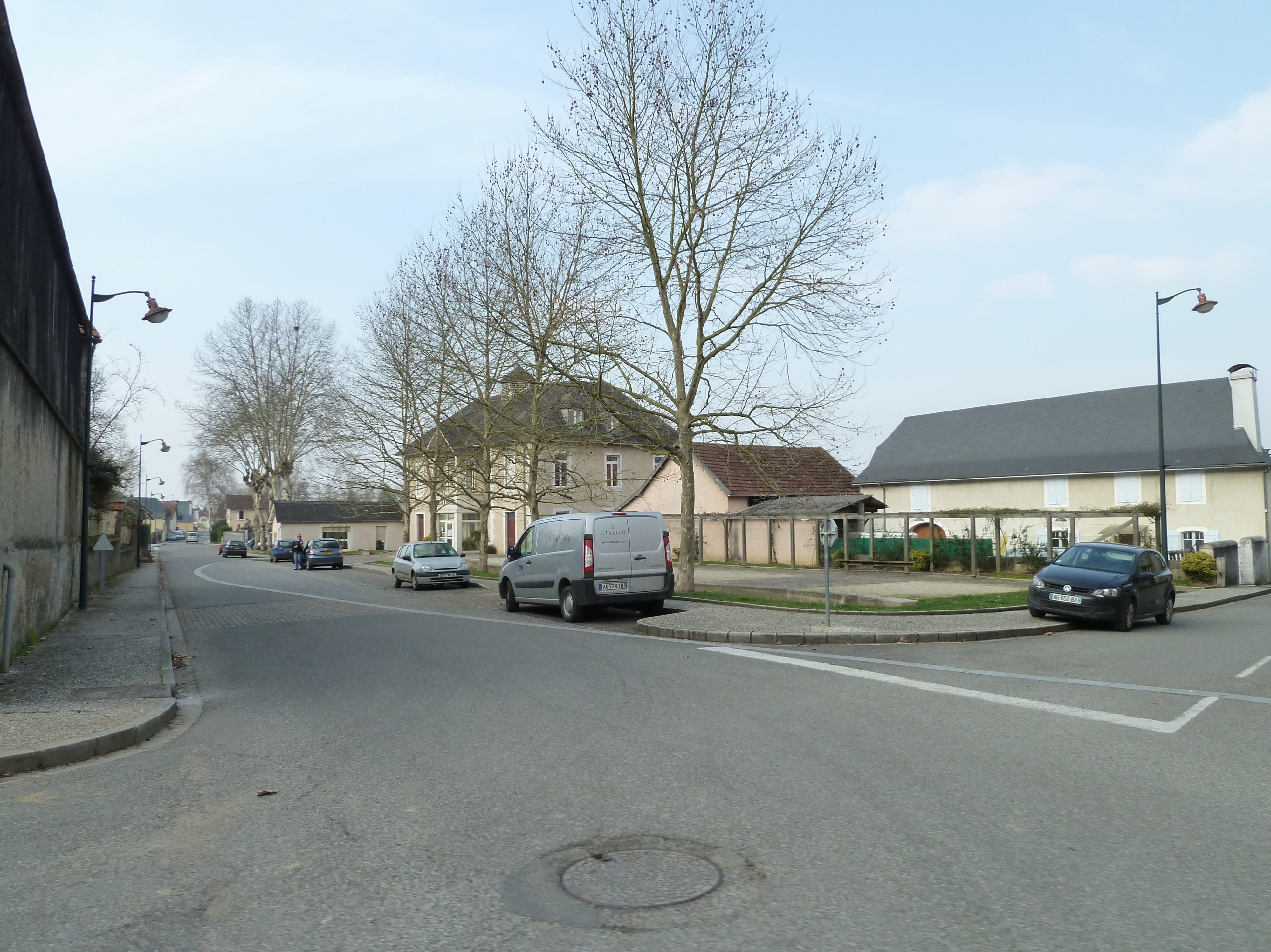
Центр Арбюса
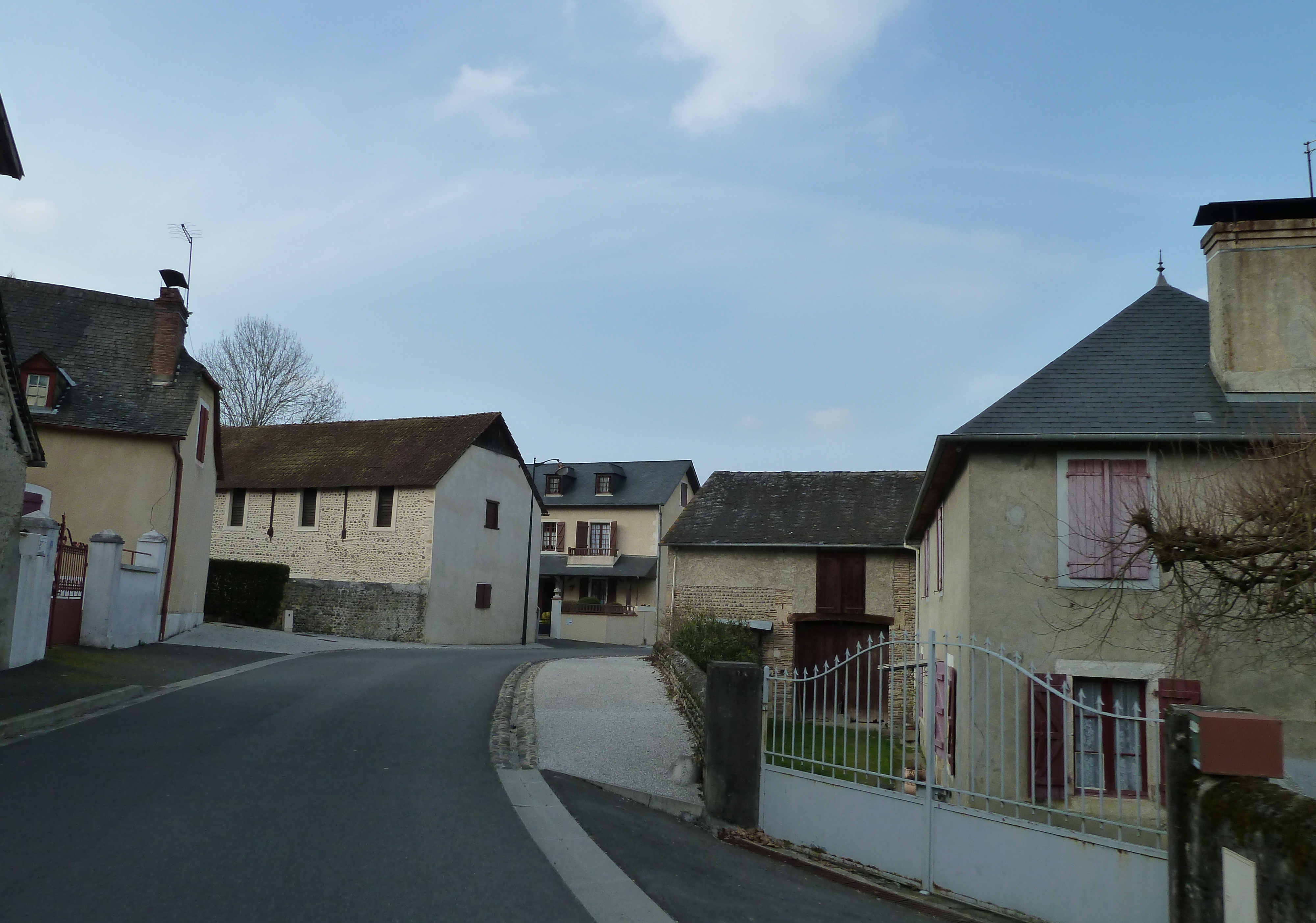
Арбюс
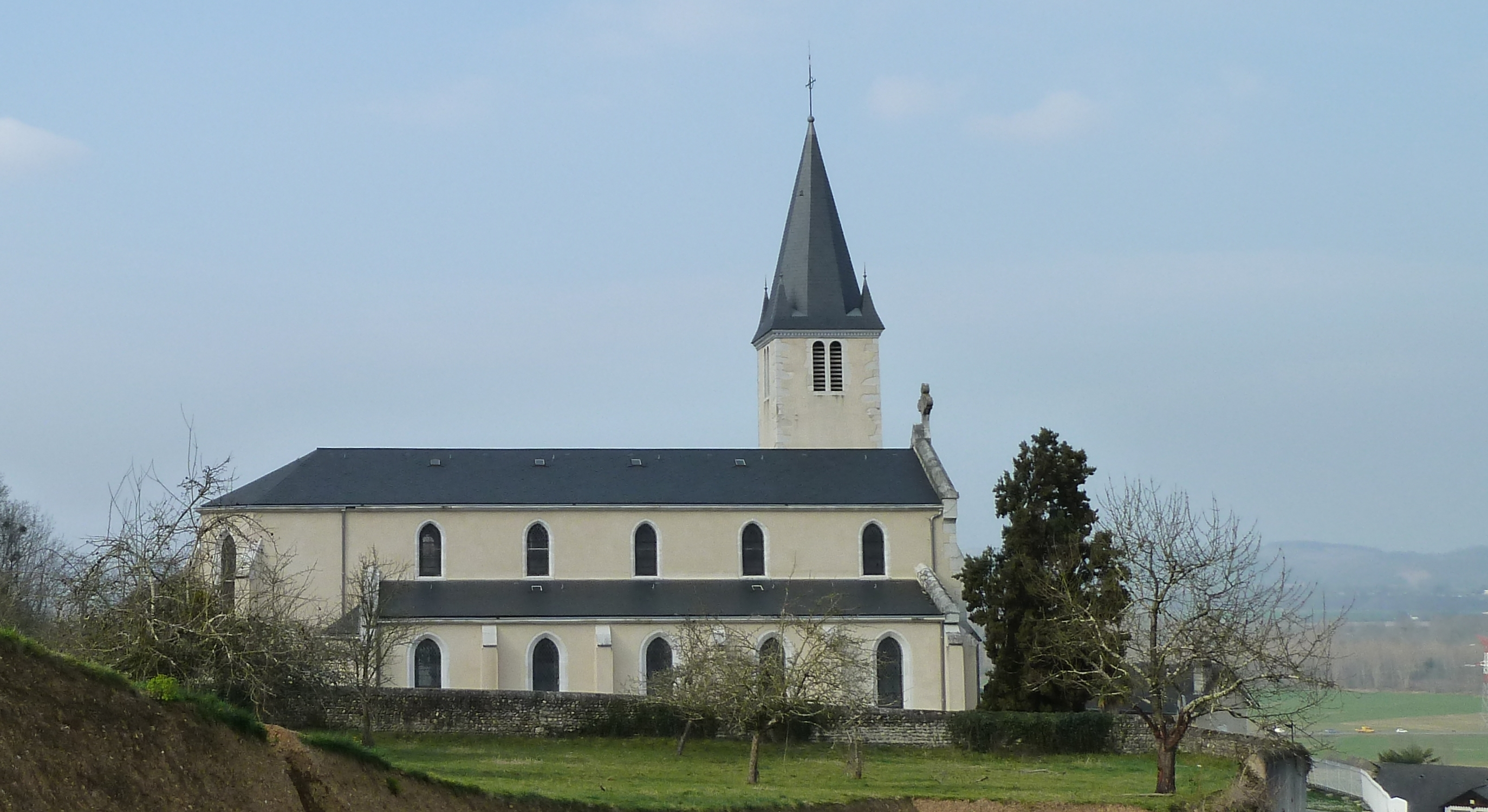
Церковь Св. Мамерта